# Салас, Оскар
Оскар Леонардо Салас Миранда (исп. Oscar Leonardo Salas Miranda; родился 8 декабря 1993 года, Гондурас) — гондурасский футболист, полузащитник клуба «Олимпия». Участник Олимпийских игр 2016 в Рио-де-Жанейро.

## Клубная карьера
Салас начал карьеру в клубе «Олимпия» из Тегусигальпы. 30 июля 2012 года в матче против «Депортес Савио» он дебютировал в чемпионате Гондураса. 17 августа 2015 года в поединке против «Реал Эспанья» Оскар забил свой первый гол за «Олимпию». В составе команды Салас пять раз выиграл чемпионат Гондураса.

## Международная карьера
В 2016 году в составе олимпийской сборной Гондураса Салас принял участие в Олимпийских играх в Рио-де-Жанейро. На турнире он сыграл в матчах против команд Португалии, Бразилии и Нигерии.

## Достижения
Командные
 «Олимпия»
- Чемпионат Гондураса по футболу — Апертура 2012
- Чемпионат Гондураса по футболу — Клаусура 2013
- Чемпионат Гондураса по футболу — Клаусура 2014
- Чемпионат Гондураса по футболу — Клаусура 2015
- Чемпионат Гондураса по футболу — Клаусура 2016